# Strings 'n' Stripes
Strings'n'stripes è il secondo album in studio dei The Baseballs, pubblicato nel 2016.

## Tracce
1. Intro (feat. Scott Mills) - 0:27
2. Candy Shop (50 Cent) - 3:19
3. I'm Not a Girl, Not Yet a Woman (Britney Spears) - 2:53
4. Hello (Martin Solveig e Dragonette) - 2:53
5. Quit Playing Games (With My Heart) (Backstreet Boys) - 2:51
6. Paparazzi (Lady Gaga) - 2:47
7. Bitch  (Meredith Brooks) - 3:35
8. Ghetto Supastar (That Is What You Are) (Pras Michel feat. Ol' Dirty Bastard & Mýa) - 2:59
9. California Girls (Katy Perry) - 4:13
10. Hard Not To Cry (The Baseballs) - 3:02
11. Coming Home (Diddy) - 3:09
12. Tik Tok (Kesha) - 3:40
13. Follow Me (Uncle Kracker) - 3:35
14. Miami (Will Smith) - 3:46

Tracce bonus nell'edizione deluxe olandese
1. When Love Takes Over (Kelly Rowland feat. David Guetta) - 3:58
2. She Hates Me (Puddle of Mudd) - 4:04
3. Torn (Natalie Imbruglia) - 4:14
4. Let Me Love You (Mario) - 7:10
5. I'm Yours (Jason Mraz) - 5:46
6. Het is een nacht (Guus Meeuwis) - 3:08